# Caio Mêmio Régulo
Caio Mêmio Régulo (em latim: Gaius Memmius Regulus) foi um senador romano da gente Mêmia eleito cônsul em 63 com Lúcio Vergínio Rufo. De família originária da região de Roussillon, na Gália Narbonense, Régulo era filho de Públio Mêmio Régulo, cônsul em 31, e Lólia Paulina, uma romana de grande beleza e muito rica.

## Carreira
Régulo nasceu na segunda metade do reinado de Tibério. Quando seu seu pai serviu como prefeito da Acaia, em 35, os dois foram homenageados com várias estátuas na região. Em 38, Calígula forçou o divórcio de seus pais para que ele próprio pudesse se casar com Paulina (e se apoderar de sua fortuna).
Depois do consulado em 63, Régulo se juntou aos sodais augustais em 65 e, mais tarde, aos sodais cláudios.